# Tetrorchidium rubrivenium
Tetrorchidium rubrivenium är en törelväxtart som beskrevs av Eduard Friedrich Poeppig. Tetrorchidium rubrivenium ingår i släktet Tetrorchidium och familjen törelväxter. Inga underarter finns listade i Catalogue of Life.